# 아시아 비에이라
아시아 비에이라(Asia Vieira, 1982년 5월 18일 ~ )는 캐나다의 배우, 영화배우이다.
토론토에서 태어났다.

## 영화
- 플래시 포워드 (1996년)
- 홀리데이 투 리멤버 (1995년)
- 오멘 4 (1991년) - 델리아 요크 역
- 사라진 기억 (1990년)
- 모정 (1988년)